# وزارت ارتباطات و فناوری اطلاعات
وزارت ارتباطات و فناوری اطلاعات یکی از ۱۹ وزارت‌خانهٔ دولت ایران و مسئول برنامه‌ریزی، پشتیبانی و توسعه زیرساختار و توانایی‌های ملی مخابراتی و اطلاعاتی ایران است. این وزارتخانه از تاریخ ۲۱ اسفند ماه سال ۱۲۹۵ شروع بکار کرده‌است و بعدها اسم آن به وزارت پست و تلگراف و تلفن و سپس وزارت ارتباطات و فناوری اطلاعات (ICT) تغییر پیدا کرده‌است، هم‌اکنون سید ستار هاشمی در دولت چهاردهم مسعود پزشکیان تصدی این وزارت را بر عهده دارد. روز دوشنبه ۱۱ مهر سال ۱۴۰۱ در انتخابات شورای حکام اتحادیه جهانی مخابرات وزارت ارتباطات و فناوری اطلاعات ایران کرسی خود را از دست داد.

## پست

غلام ادارۀ پست یزد در چاپارخانۀ محلۀ چهارمنار. سال ۱۲۸۹ خورشیدی

پست در ایران پیشینه تاریخی دارد و قدمت آن هم به چند صد سال می‌رسد، اما پست تا پیش از سال ۱۲۹۷ به صورت «اداره» بود و تمامی امور پستی در آن زمان توسط همین اداره صورت می‌گرفت. در این سال به سبب موفقیت‌هایی که به دست آمده بود، ناصرالدین شاه دستور داد تا مؤسسه پست آن روز به وزارت تبدیل شود و ادارهٔ آن را به «امین الملک» وزیر وظایف و رئیس دارالشوری سپرد. وی یک سال بعد یعنی در سال ۱۲۹۸ از وزارت وظایف و ریاست دارالشوری استعفا کرد تا برای رسیدگی به امور وزارتخانه جدید فرصت بیشتری پیدا کند. وزارت جدید پست همچنان توسط امین الملک و میرزا رحیم که به معاونت این وزارتخانه منصوب شده بود اداره می‌شود.
در ۱۵ جمادی‌الاولی سال ۱۳۰۳ جزوه‌ای کوچک در ۵۲ صفحه به نام تعرفهٔ ادارهٔ جلیلیهٔ پستخانهٔ ایران با چاپ سنگی منتشر شد. در این رساله نقشه‌هایی از جمیع تلگراف خانه‌ها، پست خانه‌ها و چاپارخانه‌ها و خطوط پستی آن ایام آمده بود.
به موجب مندرجات آن رساله، کشور ایران در سال «۱۳۰۳))دارای «۷ خط اصلی» و ((پنج خط فرعی» پستی بوده‌است.
از این سال به بعد تغییرات عمده‌ای در اداره یا وزارت پست آن وقت به جز تغییر در تشکیلات ساختاری و سازمانی آن صورت نگرفته‌است. پس از صدارت امیرکبیر تحولات تازه‌ای در پست کشور رخ می‌نماید. به نحوی که فعالیت پست‌های کشورهای استعمارگر در ایران تعطیل می‌شود و پیک‌های پست ایران با نظم و نظامی که از سوی امیرکبیر در ترکیب وزارت پست شکل داده بود با سرعت و دقت بسیار امور مراسلاتی را انجام می‌دادند. پست در سال ۱۳۲۷ هجری قمری دستخوش تغییراتی شد و تشکیلاتی نو یافت.

## تلگراف
نخستین ارتباط تلگرافی در ایران در ۱۲۷۱ میان مدرسه دارالفنون و کاخ گلستان برقرار شد که مخابره‌ای آزمایشی بود. با این حال تلگراف از ۱۲۷۲، و در پی انتشار اخبار و اطلاعات مربوط به آن در روزنامه وقایع اتفاقیّه، در ایران شناخته شد و اخبار گسترش تلگراف در جهان و کاربردهای متنوع و تسهیل‌کننده آن، مکرراً گزارش گردید. در تمامی این گزارشها برای سیم و دستگاه تلگراف از تعابیری چون چرخ الماس، چرخ آتشی، سیم آهن، راه سیم آهن، چرخ صاعقه و سیم صاعقه استفاده شده‌است. شکل فرنگی این واژه ظاهراً در ۱۲۷۳ به صورت «تلغراف» به زبان فارسی راه یافت. یک سال بعد، موسیو کرشیش اتریشی (معلم کل توپخانه در دارالفنون)، با نظارت و اهتمام علیقلی میرزا اعتضادالسلطنه (رئیس کل دارالفنون)، از عمارت سلطنتی (کاخ گلستان) به باغ لاله زار سیم تلگراف کشید که اجرای موفقیت‌آمیز آن، منجر به گسترش خطوط تلگراف تا سلطانیه و زنجان گردید. اداره تلگراف در سال ۱۳۲۷ زمان به پست اضافه شد و وزارت پست و تلگراف شکل تازه‌ای به خود گرفت.

## تلفن
در سال ۱۲۶۵ شمسی مصادف با ۱۸۸۶ میلادی، برای اولین بار در ایران، یک رشته سیم تلفن بین تهران و شاه عبدالعظیم به طول ۷/۸ کیلومتر را تالبوت بلژیکی -که امتیاز راه‌آهن ری را داشت- کشید. مرحله دوم فناوری مخابرات در تهران از سال ۱۲۶۸ شمسی یعنی ۱۳ سال پس از اختراع تلفن با برقراری ارتباط تلفنی بین دو ایستگاه ماشین دودی تهران و شهر ری آغاز شد. پس از آن بین کامرانیه در منطقه شمیران و عمارت وزارت جنگ در تهران و سپس بین مقر ییلاقی شاه قاجار در سلطنت آباد سابق و عمارت سلطنتی تهران ارتباط تلفنی دایر شد. اما در سال ۱۳۲۱ ه‍.ق اولین امتیاز تلفن به بصیر الممالک واگذار شد و به این ترتیب تلفن نیز در تهران شروع به کار کرد. در ۱۹ جمادی‌الثانی ۱۳۵۰ وزارت پست و تلگراف پیشنهادی به مجلس تقدیم کرد که با مصوبه‌ای سهام شرکت تلفن وقت را خریداری کند. پس از صدور این مجوز و خرید سهام شرکت تلفن از اواخر سال ۱۳۴۷ ه‍.ق وزارت پست و تلگراف و تلفن شکل گرفت. در سال ۱۳۰۲ شمسی قراردادی برای احداث خطوط تلفنی زیرزمینی با شرکت زیمنس اند هالسکه منعقد شد و سه سال بعد در آبان ماه ۱۳۰۵ شمسی تلفن خودکار جدید بر روی ۲۳۰۰ رشته کابل در مرکز اکباتان آماده بهره‌برداری شد. در سال ۱۳۰۸ شمسی امور تلفن نیز تحت نظر وزارت پست و تلگراف قرار گرفت و به نام وزارت پست و تلگراف و تلفن نامگذاری شد. مرکز تلفن اکباتان در سال ۱۳۱۶ شمسی به ۶۰۰ شماره تلفن رسید و دو سال بعد بهره‌برداری شد و در سال ۱۳۳۷ به ۱۳ هزار شماره توسعه یافت. خطوط تلفن جدید یا کاریر نیز پس از شهریور ۱۳۲۰ مورد بهره‌برداری قرار گرفت و ارتباط تلفنی بین تهران و سایر شهرها گسترش یافت و مراکز تلفنی تهران یکی پس از دیگری تأسیس شد. هرچند امروزه متولی اصلی ارتباط تلفن ثابت کشور شرکت مخابرات ایران است اما دامنه فعالیت‌های این شرکت محدود به تلفن‌های ثابت نبوده و در زمینه‌های گوناگون از جمله سرویس‌های جدید مخابراتی و داده هم فعالیت دارد. راهنمای تلفن ۱۱۸ نیز یکی از خدمات فعال در این بخش می‌باشد.

## موبایل
پس از ورود تجهیزات تلفن همراه در سال ۷۲ و نصب و تست شبکه در برخی از نقاط شهر تهران ثبت نام برای واگذاری سیم کارت آغاز شد. (در ادامه به تغییرات این قسمت و شکل‌گیری چندین اپراتور در این حوزه خواهیم پرداخت)
اپراتورهایی مثل همراه اول، ایرانسل، رایتل و…

## زیرساخت
شرکت ارتباطات زیرساخت پیرو سیاست‌ها و برنامه‌های کلان نظام جمهوری اسلامی در راستای ابلاغ سیاست‌های اصل ۴۴ قانون اساسی، به عنوان شرکتی مستقل و به عنوان شرکت مادرتخصصی حوزه ارتباطات کلان ایران به فعالیت خود ادامه می‌دهد.

## تنظیم مقررات
سازمان تنظیم مقررات و ارتباطات رادیویی با استناد به ماده ۷ قانون وظایف و اختیارات وزارت ارتباطات و فناوری اطلاعات مصوب ۱۹/۹/۱۳۸۲ مجلس شورای اسلامی از تجمیع معاونت امور مخابراتی وزارت ارتباطات و فناوری اطلاعات و اداره کل ارتباطات رادیویی، به‌منظور ایفای وظایف و اختیارات حاکمیتی، نظارتی و اجرایی در بخش تنظیم مقررات و ارتباطات رادیویی وابسته به وزارت ارتباطات و فناوری اطلاعات تأسیس شده‌است.

## کنترل و سرکوب اینترنت
وزارت ارتباطات به عنوان بازوی سانسور اطلاعاتی دولت  از طریق فیلترکردن وبسایت ها و شبکه ملی اطلاعات برای قطع اینترنت کمک کرده است وبه همین دلیل مورد تحریم به دلایل نقض حقوق بشر ایالات متحده و اتحادیه اروپا است.

1402 وزیر ارتباطات سرویس پنهان کردن آی پی آدرس ایرانی را درست کرده است.

## امور فضایی کشور
سازمان فضایی ایران براساس ماده ۸ و ۹ مصوبه ۶۸۱۵۹ مورخ ۲۲/۹/۱۳۸۲ مجلس شورای اسلامی، شورای عالی فضایی با ریاست رئیس‌جمهور و عضویت نهادهای ذی‌ربط زیر مجموعه وزارت ارتباطات و فناوری اطلاعات تأسیس گردید و تا سال ۱۳۹۰ زیر مجموعه این وزارتخانه بود و سپس تحت نظر نهاد ریاست جمهوری قرار گرفت، اما با روی کار آمدن دولت یازدهم بازگشت این سازمان به وزارت ارتباطات مجدداً در دستور کار قرار گرفت و در فروردین ماه سال ۱۳۹۴ این مجموعه دوباره به این وزارتخانه ملحق شد.

## داده و اینترنت
هرچند اولین استفاده‌های از شبکه داده و اینترنت در کشور پیشینه مشخصی ندارد اما اینترنت به صورت عمومی از حدود سال‌های ۱۹۹۳ (معادل ۱۳۷۲ خورشیدی) برای استفاده‌های دانشگاهی و استفاده در وزارت نفت وارد ایران شد.
در سال ۱۳۶۸ پس از افتتاح مرکز تحقیقات فیزیک نظری و ریاضیات، بنا بر درخواست استادهای دانشگاه که در خارج از ایران با پست الکترونیکی آشنا شده بودند، فکر برقراری این ارتباط شکل گرفت.
ابتدا مرکز تحقیقات فیزیک نظری ایتالیا، مرکز مشابه در ایران به مرکز آکادمیک و تحقیقات اروپا (EARN) معرفی شد تا دسترسی به شبکهٔ بیت‌نت برای این مرکز فراهم شود.
مرکز در ابتدا از طریق اتصال با شماره‌گیری (dial-up) و با استفاده از خط تلفن به دانشگاهی در اتریش متصل شد. پس از آن یک خط استیجاری (leased line) با دانشگاه وین برقرار شد.
پس از آگاهی از پروتکل اینترنتی TCP/IP، مرکز تحقیقات فیزیک نظری و ریاضیات ایران به سمت استفاده از اینترنت گام برداشت.
ندا رایانه اولین شرکتی بود که برای نخستین بار امکان استفاده از پست الکترونیکی اینترنتی را برای عموم فراهم آورد، در زمان برگزاری اجلاس سران کشورهای اسلامی نخستین تجهیزات جدی استفاده از اینترنت در مرکز ال سی تی شرکت مخابرات فراهم گردید و پس از آن با فراهم آمدن امکانات جدیدتری در مرکز دیتای شرکت مخابرات ایران کم‌کم پدیده اینترنت در ایران همه گیر شد و شرکت‌های متعددی به فعالیت در این زمینه پرداختند.
در حال حاضر نیز سازمان تنظیم مقررات و ارتباطات رادیویی و شرکت ارتباطات زیرساخت به عنوان متولیان اصلی دیتا و اینترنت در کشور فعال‌اند. اینترنت در ایران

## فناوری اطلاعات
در ایران همیشه بحث بر سر متولی اصلی فناوری اطلاعات وجود داشت تا با تغییر نام وزارت‌خانه در سال ۱۳۸۲ به وزارت ارتباطات و فناوری اطلاعات و مهم‌تر از آن ایجاد معاونت فناوری اطلاعات وزارت ارتباطات، خود را متولی اصلی فناوری اطلاعات در کشور مطرح ساخت. از این سال به بعد توسعه همه‌جانبه‌ای در این وزارتخانه صورت گرفت تا شرکت‌ها و مراکز متعددی زیر مجموعه آن تشکل یافتند و هر یک از آن‌ها با توانمندیها و فعالیت‌های بسیار، تحولات فراوانی را شکل داده و باعث گسترش وضع ارتباطی کشور در بخش‌های مختلف شدند. معاونت فناوری اطلاعات به‌منظور تدوین راهبردها، سیاستها، برنامه‌های بلند مدت و اهداف کیفی و کمی بخش توسعه فناوری اطلاعات و ارائه آن به شورای‌عالی فناوری اطلاعات معاونتی تحت عنوان معاونت فناوری اطلاعات در ساختار سازمانی وزارت ارتباطات و فناوری اطلاعات در نظر گرفته شد. آنچه مشخص است لزوم پیشرفت بخش فناوری اطلاعات کشور در سال‌های آتی است و در حال حاضر بزرگ‌ترین شاخص پیشرفت رو به جلوی هر کشور با وضعیت فناوری اطلاعات آن کشور سنجیده می‌شود و این در حالیست که هنوز در ایران راه زیادی تا رسیدن به تراز کشورهای توسعه یافته در پیش داریم. امروزه ملاک عمل برای توسعه فناوری اطلاعات در کشورهای توسعه یافته سود ده یا زیان ده بودن این قسمت‌ها نیست بلکه اعتقاد بر این است که گسترش فناوری اطلاعات و ارتباطات خود باعث رشد و تکامل سایر بخش‌ها به‌خصوص بخش‌های دانش محور خواهد شد و با بالا رفتن سطح معلومات عمومی و تخصصی در همه حوزه‌ها کارکنان واحدهای مختلف نیز باز دهی خلاقانه بیشتری خواهند داشت و این در حالیست که با پیاده‌سازی شبکه‌های مناسب و ایجاد دولت الکترونیک بسیاری از هزینه‌ها به‌خصوص در وقت و سرمایه کشور کاهش داشته و در عوض شاخص‌های رشد و توسعه با روندی منطقی رشد خواهند داشت.
با این نگرش و شکل‌گیری تغییرات اولیه در واقع هم‌زمان با تصویب لایحه تغییر وظایف و نام وزارت پست و تلگراف و تلفن به «وزارت ارتباطات و فناوری اطلاعات» توسط مجلس محترم شورای اسلامی و با توجه به تغییر ساختار شرکت مخابرات ایران، مجموعه قوانین وظایف و اختیارات جدید این وزارتخانه، تدوین و تصویب شد. هرچند بسیاری معتقدند هنوز نام فناوری اطلاعات جای کار بسیاری دارد. از سال ۱۳۹۰ معاونت فناوری اطلاعات وزارت ارتباطات با شرکت فناوری اطلاعات ایران ادغام شد و سازمان فناوری اطلاعات را به وجود آورد که رئیس آن معاون وزیر و رئیس سازمان است و زیر نظر وزارت ارتباطات و فناوری اطلاعات متولی امور مربوط به فناوری اطلاعات در کشور است.

## شورای اجرایی فناوری اطلاعات کشور
این شورا به عنوان متولی اجرا و نظارت بر حوزه دولت الکترونیک جمهوری اسلامی ایران به عنوان عالی‌ترین دستگاه نظارت بر پروژه‌های دولت الکترونیک در کشور محسوب می‌شود، ریاست این شورا بر عهده شخص رئیس‌جمهور است و دبیر شورا نیز توسط رئیس‌جمهور منصوب می‌شود، وزارت ارتباطات و فناوری اطلاعات ـ وزارت کشور ـ وزارت علوم، تحقیقات و فناوری ـ وزارت دادگستری - وزارت صنعت، معدن و تجارت ـ وزارت دفاع و پشتیبانی نیروهای مسلح وزارت بهداشت، درمان و آموزش پزشکی ـ وزارت آموزش و پرورش وزارت تعاون، کار و رفاه اجتماعی ـ وزارت امور اقتصادی و دارایی ـ وزارت اطلاعات بانک مرکزی جمهوری اسلامی ایران ـ دبیرخانه شورای‌عالی فضای مجازی - سازمان برنامه و بودجه کشورـ سازمان اداری و استخدامی کشور ـ معاونت علمی و فناوری رئیس‌جمهور در سطح وزرا و رؤسای دستگاه دیگر اعضای این شورا هستند، هرچند مقر این شورا در وزارت ارتباطات و فناوری اطلاعات است و وزیر ارتباطات نائب رئیس شوراست اما شورا زیر نظر نهاد ریاست جمهوری قرار دارد و تشکیلات آن در قالب دبیرخانه شورای اجرایی فناوری اطلاعات کشور در حال حاضر مستقیماً متولی نظارت بر ۲۳ طرح اولویت دار دولت الکترونیک کشور است، سامانه ستاد، سامانه‌های نظام جامع سلامت الکترونیک، سیستم مالیات الکترونیک، سامانه گمرک، نظام بیمه الکترونیک، سامانه اعتبار سنجی مدارک آموزش رسمی کشور، نظام خزانه‌داری الکترونیک کشور، دیگر سامانه‌های ملی و پایگاه‌های دولت الکترونیک کلیه دستگاه‌های دولتی کشور در رصد این شورا قرار دارند، جلسات شورای اجرایی فناوری اطلاعات کشور به صورت فصلی با حضور رئیس‌جمهور و ماهانه با حضور معاون اول رئیس‌جمهور برگزار شده و مصوبات آن به عنوان سیاست‌های اجرایی دولت در سطح قوه مجریه به کلیه دستگاه‌های اجرایی کشور ابلاغ شده و لازم‌الاجرا هستند. منبع

## کارگروه ویژه اقتصاد دیجیتال کشور
هیئت وزیران در جلسه مورخ ۸ دی ۱۴۰۰ و در راستای تصمیم دولت مبنی بر تشکیل کارگروه ویژه اقتصاد دیجیتال با هدف راهبری و هماهنگی توسعه اقتصاد دیجیتال و دستیابی به کسب سهم ۱۰ درصدی اقتصاد دیجیتال از کل اقتصاد کشور، ترکیب کارگروه مذکور و حدود اختیارات تفویضی خود در آن را تعیین کرد. این کارگروه متشکل از ۱۱ وارتخانه و سازمان دارای اختیارات هیئت دولت در موضوع فناوری اطلاعات و ارتباطات و اقتصاد دیجیتال در سطح کشور است، این کارگروه اختیارات اصل ۱۲۷ و ۱۳۸ قانون اساسی را در اختیار داشته و ریاست آن با وزیر ارتباطات و دبیری آن با وزیر اقتصاد است، مصوبات این کارگروه همتراز با مصوبات هیئت دولت بوده و عیناً مانند مصوبات هیئت دولت با تأیید رئیس جمهور و ابلاغ معاون اول رئیس جمهور ابلاغ می‌شود. توسعه زیرساخت‌های اقتصاد دیجیتال، برطرف کردن موانع و شتاب بخشی به شکل‌گیری زیست‌بوم اقتصاد دیجیتال در کشور، حمایت از پلتفرم‌ها، اپراتورها و کسب و کارهای دیجیتال و فناوری پایه در کشور، بسترسازی برای توسعه اشتغال فناوری پایه در کشور، برطرف کردن موانع فعالیت پلتفرم‌های ایرانی در سطح بین‌المللی و توسعه مهارت‌های الزام‌آور اقتصاد دیجیتال، از جمله وظایف کارگروه یاد شده‌است. منبع

## شرکت‌ها
از این رهگذر سه شرکت ارتباطات دیتا – که در سال ۱۳۸۴ به فناوری اطلاعات تغییر نام داد – زیرساخت و ارتباطات سیار در کنار شرکت مخابرات ایران تشکیل شد.
به‌علاوه شرکت مادر تخصصی مخابرات و پست، تشکیل دو سازمان فضایی و تنظیم مقررات و ارتباطات رادیویی و دو شورای فرابخشی با عنوان‌های «شورای‌عالی فناوری اطلاعات» و «شورای فضایی» نیز بخشی از این تحولات به حساب می‌آید.

اسامی شرکت‌ها و سازمان‌های وابسته به تفکیک:
- شرکت ملی پست
- شرکت پست بانک
- سازمان تنظیم مقررات و ارتباطات رادیویی
- شرکت ارتباطات زیرساخت
- سازمان فضایی ایران
- سازمان فناوری اطلاعات ایران
- پژوهشگاه ارتباطات و فناوری اطلاعات (مرکز تحقیقات مخابرات ایران)
- شرکت خدمات هوایی بین‌المللی و منطقه ویژه اقتصادی پیام

### ادارات کل ارتباطات و فناوری اطلاعات استان‌ها
در سال ۱۳۹۰ با تصویب مجلس شورای اسلامی و ابلاغ معاونت توسعه مدیریت و منابع انسانی رئیس‌جمهور، ساختار این وزارتخانه در استان‌ها تغییر کرد و ادارات کل ارتباطات و فناوری اطلاعات استان‌ها در قالب حاکمیتی به‌عنوان نماینده تام‌الاختیار وزیر و ناظر بر زیرمجموعه‌های پست، پست بانک و شرکت ارتباطات زیرساخت (بخش دولتی) و شرکت‌های خصوصی حوزه ارتباطات و فناوری اطلاعات تأسیس گردید. تمامی وظایف سازمان‌های وابسته به وزارت از قبیل سازمان تنظیم مقررات، سازمان فناوری اطلاعات و غیره از طریق این ادارات کل در استان‌ها پیگیری می‌شود.

## اپراتورهای تحت فعالیت
- شرکت ارتباطات ثابت ایران (آشنای اول)

در ایران این شرکت را همه با نام شرکت مخابرات می‌شناسند که پس از خصوصی‌سازی در سال ۱۳۸۸ شرح فعالیت‌ها و نام این شرکت تغییر یافت، کلیه خدمات مربوط به اینترنت مخابرات و سرویس‌های دیتا شامل MPLS، اینترانت ، اینترنت ADSL و Dedicate (اختصاصی) از طریق این شرکت ارائه می‌شود. اکثر سرویس‌های دیتا در ایران انحصاری و در اختیار آشنای اول هستند ولی در زمینه اینترنت ، شرکت‌های pap (شرکت‌های خصوصی ارائه دهنده اینترنت ازجمله شاتل، پارس آنلاین و …) رقیب شرکت ارتباطات ثابت به حساب می‌آیند. 
- شرکت ارتباطات سیار ایران (همراه اول)

پیشینه استفاده از تلفن همراه در ایران زیاد دور نیست نخستین مرحله از راه اندازی سامانهٔ تلفن همراه در سال ۷۳ با دایری ۹۲۰۰ شماره در شهر تهران آغاز به کار کرد با توجه به نیاز و تقاضای مردم به این پدیده فعالیت‌هایی متناسب با جهت‌گیری جهانی برای توسعه شبکه تلفن همراه در اهداف اصلی مجموعه مخابرات کشور قرارگرفت. در پایان سال ۸۲، این شبکه دارای ۳ میلیون و۴۵۰هزار مشترک بود که این تعداد به ۳۵ میلیون شماره در حال حاضر، رسیده. اکنون شبکه تلفن همراه علاوه براین، افزایش بیش از۳۸هزار کیلومتر جاده و ۱۰۷۸ شهر تحت پوشش دارد. بر این اساس در طول برنامه سوم ۴ میلیون و ۵۹۰شماره تلفن همراه واگذار شد؛ که با ۹۳۴٫۸ در صد رشد رو به رو بوده و ضریب نفوذ تلفن همراه از ۰٫۷۸ در ابتدای برنامه سوم به ۷٫۵۰ در انتهای برنامه افزایش پیدا کرده‌است.
- شرکت ایرانسل (MTN)

در راستای اجرای برنامه سوم توسعه اقتصادی، اجتماعی و فرهنگی کشور و در جهت تحقق ماده ۱۲۴ برنامه مذکور و با هدف توسعه ارتباطات و مخابرات از طریق خصوصی‌سازی و سرمایه‌گذاری شرکت‌های خارجی، وزارت ارتباطات و فناوری اطلاعات در مهرماه ۱۳۸۲ اقدام به برپایی مقدمات برگزاری مزایده اپراتوری دوم تلفن همراه نمود.
- شرکت تأمین تله کام (رایتل)

رایتل در سال ۱۳۸۹به اخذ پروانه اپراتور سوم تلفن همراه کشور با انحصار دوساله جهت ارائه خدمات نسل سوم موبایل علاوه بر خدمات نسل دوم نائل آمد و اکنون تمامی تلاش خود را معطوف ورود سریع به بازار مخابرات ایران نموده تا بدین ترتیب خود را به عنوان اپراتوری مشتری مدار و نوآور در بین رقبا معرفی نماید.
- شرکت ایرانیان نت (پهن باند)

شرکت خدمات ارتباطی و الکترونیکی ایرانیان‌نت، اولین و تنها دارنده مجوز ایجاد شبکه دسترسی پهن‌باند کشور مبتنی بر فیبر نوری در سال ۱۳۹۰ و با هدف ایجاد شبکه دسترسی فیبر نوری در سطح کشور و همچنین ارائه خدمات ارزش افزوده تشکیل شده‌است.

## معاونت‌ها
- معاونت ارتباطات و برنامه‌ریزی

مطالعه، تهیه و تدوین راهبردها، سیاست‌ها و برنامه‌های بلندمدت، میان‌مدت و کوتاه‌مدت و اهداف کیفی و کمی بخش‌های مختلف ارتباطات و امور فضایی کشور با همکاری دستگاه‌های ذی‌ربط.
تنظیم و تلفیق پیشنهاد مواد و تبصره‌های مرتبط با ارتباطات و فناوری اطلاعات و امور فضایی و تنظیم مقررات و ارتباطات رادیویی در قانون برنامه توسعه پنج‌ساله کشور و پیش‌بینی برنامه‌ها، طرحها و منابع مالی مورد نیاز.
تنظیم و تلفیق بررسی‌های انجام شده فنی و اقتصادی.
- معاونت فناوری اطلاعات

بر اساس قانون وظایف وزارت ارتباطات و فناوری اطلاعات که در سال ۱۳۸۲ به تصویب رسیده‌است، به‌منظور تدوین راهبردها، سیاست‌ها، برنامه‌های بلندمدت و اهداف کیفی و کمی بخش توسعه فناوری اطلاعات و ارائه آن به شورای‌عالی فناوری اطلاعات معاونتی تحت عنوان معاونت فناوری اطلاعات در ساختار سازمانی وزارت ارتباطات و فناوری اطلاعات در نظر گرفته شد. این معاونت دارای سه اداره کل به شرح ذیل می‌باشد:
- دفتر توسعه فناوری اطلاعات
- دفتر امور اجرایی فناوری اطلاعات
- دفتر امور زیر بنایی فناوری اطلاعات
- معاونت حقوقی و امور مجلس

شرح وظایف دفتر امور مجلس:
همکاری در تهیه لوایح قانونی و تصویب‌نامه‌ها و آیین‌نامه‌های مربوط به وزارت ارتباطات و فناوری اطلاعات، شرکت‌ها، مؤسسات و سازمان‌های وابسته.
جمع‌آوری و تنظیم مطالبی که در مجلس شورای اسلامی در مورد وزارت‌خانه مطرح می‌شود و تهیه گزارش‌های لازم در این خصوص جهت مقامات وزارت‌خانه و سایر مراجع ذی‌صلاح.
شرکت در کمیسیون‌های مجلس شورای اسلامی و ارائه گزارش لازم از مواد لوایح و طرح‌های مطرح‌شده برای مقامات وزارت‌خانه و سایر مراجع ذی‌صلاح.
- معاونت توسعهٔ مدیریت و امور پشتیبانی

تسجیل و امضای اسناد مالی مربوط به کارکنان وزارتخانه که در حدود اعتبارات مصوب از طرف ذی‌حساب مربوط تعهد می‌شود.
امضای احکام پرسنلیِ صادره از کارگزینی بر اساس اختیارات تفویض‌شده و اظهارنظر در زمینهٔ پیشنهاد واحدهای تحت سرپرستی مربوط به پرداخت اضافه‌کار ساعتیِ کارکنان.
مدیریت کلیهٔ امور مربوط به وظایف کمیتهٔ اجرائی قانون استخدام کشوری و هیئت ممیزهٔ طرح مسیر ارتقای شغلی.
تأیید و امضای بودجهٔ پیشنهادیِ وزارتخانه و موافقت‌نامه‌ها بر اساس اختیارات تفویض‌شده و پیگیری سیر مراحل تصویب آن.
- معاونت نوآوری، آموزش و امور بین‌الملل

سیاست‌گذاری و تدوین برنامه‌های میان‌مدت و بلندمدت آموزشی، پژوهشی و فناوری‌های نوین در سطح وزارت‌خانه‌ها، شرکت‌ها، مؤسسات و سازمان‌های وابسته.
سیاست‌گذاری، برنامه‌ریزی، هدایت و نظارت بر وجوه اداره‌شده به‌منظور حمایت از پروژه‌ها و طرح‌های توسعه‌ای، اشتغال‌آفرین یا صادرات کالا و خدمات مرتبط با بخش‌های ارتباطات و فناوری اطلاعات توسط بخش‌های غیردولتی برابر ضوابط و مقررات مربوط.
سیاست‌گذاری و برنامه‌ریزی در زمینه جلسات کمیسیون‌های اقتصادی، نمایشگاه‌ها و کنفرانس‌های داخلی و خارجی در ارتباط با وظایف ذی‌ربط طبق دستور مقام مافوق.
سیاست‌گذاری، برنامه‌ریزی، هدایت و نظارت بر کلیهٔ فعالیت‌های دبیرخانهٔ شورای تمبر.